# История моей любви
«История моей любви» — первый концертный альбом популярной белорусской певицы Инны Афанасьевой. Диск содержит запись концерта, прошедшего 15 мая 2012 года в Минске, во Дворце Профсоюзов. Релиз альбома состоялся в клубе «Богема» в апреле 2013 года.
В альбом вошли хорошо известные хиты в концертном варианте, многие из которых были сделаны в новых, неожиданных обработках.
Обложку диска украшает фирменный винзель «AfIna» — сокращение от имени и фамилии певицы.

## История создания
В мае 2012 года в Минске состоялась премьера концертной программы Инны Афанасьевой «История моей любви», режиссёром-постановщиком которой выступила сама артистка. Программа была представлена в атмосфере  единения публики и артистки в акустическом пространстве минского Дворца профсоюзов. Музыкальные хиты певица исполнила в живом звучании и в различных жанрах – от мюзикла до джаза. Современная сценография и световое оформление стали достойным украшением шоу. Сопровождали концерт музыканты «VIP JAZZ» Андрея Славинского.
Видеосъемка и многоканальная запись звука велась Белтелерадиокомпанией.

## Список композиций
1. «Жемчуга» (Геннадий Маркевич - Елена Турова)
2. «Теряли» (Леонид Ширин - Ольга Рыжикова)
3. «Журавлик» (Эдуард Ханок - Илья Резник)
4. «Когда-нибудь» (Егор Хрусталёв)
5. «Кто бы мог подумать» (Олег Аверин)
6. «И только сны» (Геннадий Маркевич - Наталья Ладыгина)
7. «Больно» (Мария Марачёва)
8. «Между строк» (Ярослав Ракитин - Юрий Ващук)
9. «Вверх» (Леонид Ширин - Ольга Рыжикова)
10. «Перечитай» (Евгений Олейник - Юлия Быкова)
11. «Я не права» (Евгений Олейник - Юлия Быкова)
12. «Буду с тобой» (Кирилл Слука)
13. «Варажба» (Сергей Герута - Владимир Мозго)
14. «Зажигалки» (Кирилл Слука)
15. «Хочешь - смотри» (Ярослав Ракитин - Юрий Ващук)
16. «Небо» (Леонид Ширин - Ольга Рыжикова)
17. «Ассоль» (Валерий Иванов)

## Участники записи
«VIP JAZZ» Андрея Славинского:
- Андрей Клещёв - саксофон, перкуссия
- Аркадий Ивановский - гитары, вокал
- Максим Пугачёв - клавишные инструменты
- Владимир Белов - бас-гитара, контрабас
- Андрей Славинский - ударные

Струнное трио: 
- Алексей Загорский
- Татьяна Стрельченя
- Алла Якушевская

Бэк-вокал: 
- Надежда Головнёва
- Денис Вершенко
- Наталья Курова
- Александра Ещенко

Сведение и мастеринг: 
- Юрий Горячко

Создание и оформление альбома:
- Дмитрий Ковалёв